# Parti démocratique bonairien
Le Partido Democratico Bonairano (Parti démocratique bonairien) est un parti politique de Bonaire dans les Antilles néerlandaises. Il est membre de la COPPPAL.